# 佩迪贡

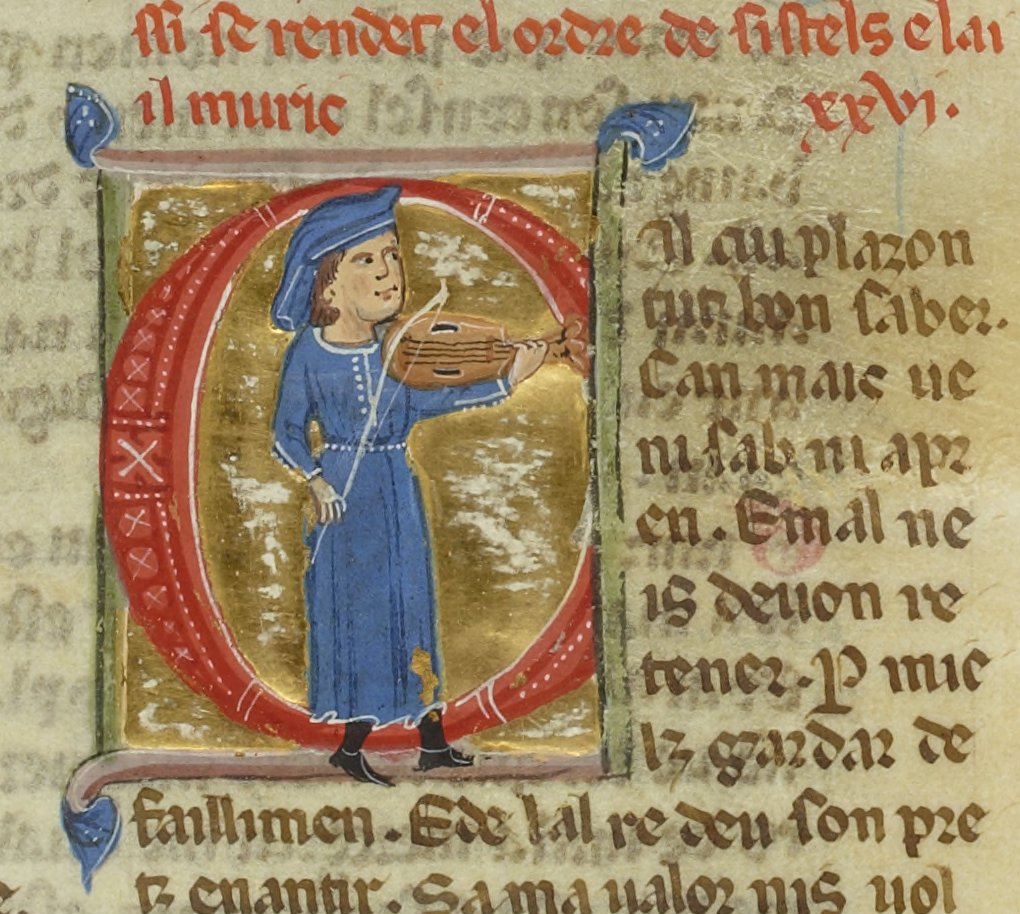
游吟诗人佩迪贡正在演奏小提琴

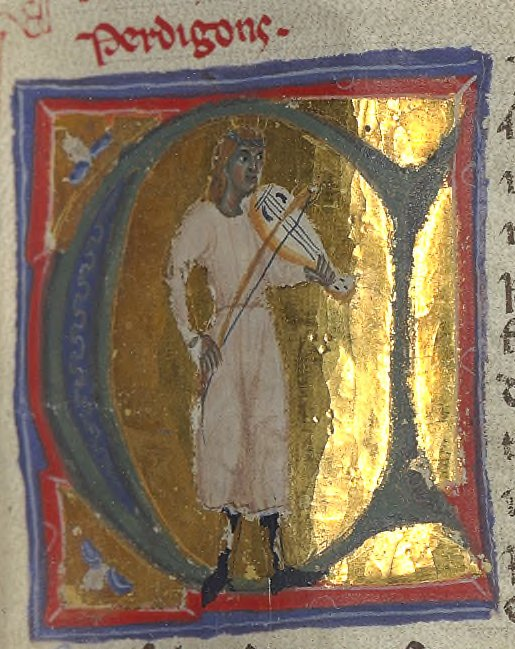
佩迪贡和他的小提琴

佩迪贡（Perdigo）（约1190年-1212年），是一名法国洛泽尔游吟诗人。他的作品中，有14份流传了下来，其中三份为坎索旋律。他获得了同时代的人钦佩与尊重，他的作品被歌手广泛传唱，被其他的游吟诗人借鉴、发扬。